# The Little Hours
The Little Hours (Tagline im deutschen Verleih Stoßgebete und andere Todsünden) ist eine Nunsploitation-Komödie von Jeff Baena, die am 19. Januar 2017 im Rahmen des Sundance Film Festivals ihre Premiere feierte. Es handelt sich um eine lose Adaption einer der einhundert Geschichten aus der Novellensammlung Decamerone von Giovanni Boccaccio.

## Handlung
In Italien im 14. Jahrhundert. Der junge Massetto, der sich für taubstumm ausgibt, wird in ein Nonnenkloster in der Toskana aufgenommen. Dort bringt er bald das beschauliche Leben durcheinander, denn die Nonnen Alessandra, Fernanda und Genevra sind von seiner Attraktivität geradezu angetan. Nacheinander schläft Massetto mit den eigentlich gottesfürchtigen jungen Frauen.

## Produktion

### Stab und literarische Vorlage

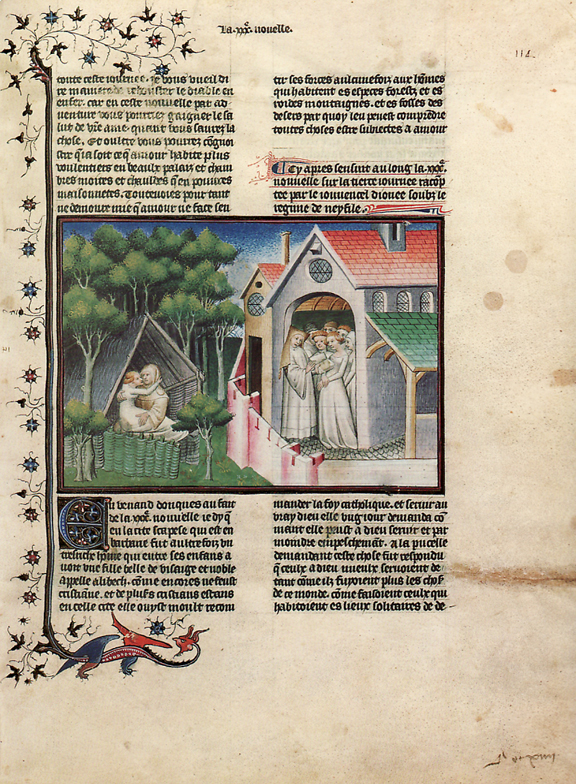
Der Film ist eine lose Adaption einer der Geschichten aus der Novellensammlung Decamerone von Giovanni Boccaccio aus dem 14. Jahrhundert

Der Film wurde von Aubrey Plaza produziert, die im Film auch eine Rolle übernahm. Regie führte Jeff Baena, der auch das Drehbuch zum Film schrieb. Dieses ist eine lose Adaption einer der einhundert Geschichten aus der Novellensammlung Decamerone von Giovanni Boccaccio. Basierend auf der ersten Geschichte des dritten Tages der Novellensammlung erzählt Baena in der Filmkomödie von der Toskana des 14. Jahrhunderts, wo das Leben in einem Kloster völlig aus der Bahn gerät, als ein attraktiver junger Mann die Gelüste der frommen Nonnen weckt.
Vor der Premiere des Films sagte Baena, wer das Decamerone gelesen habe, das so dick wie Krieg und Frieden oder Gravity's Rainbow sei, der werde feststellen, dass dieses lustig, bis heute modern geblieben, äußerst menschlich und irgendwie nachvollziehbar ist. Baena wollte in seinem Film nicht etwas Abstraktes darstellen, von Menschen, die blind dem Willen der Kirche folgten, sondern zeigen, dass diese oft sehr komplex waren und oft auch in Reichtum lebten. Die Menschen im Decamerone seien, genau wie wir gewesen, so Baena, stammten allerdings aus einer anderen Zeit.
Im Decamerone geht es immer wieder um Nonnen. In der adaptierten Geschichte gibt sich der schlaue Massetto für taubstumm aus und wird daher als Gärtner in dem Nonnenkloster aufgenommen. Hier allerdings beginnt er sich nach und nach mit jeder der Nonnen an einem verborgenen Ort zu vereinigen. Eine erste Fassung war daher vom Konzil von Trient verboten worden und auf dem Index der verbotenen Bücher gelandet.

### Besetzung und Dreharbeiten

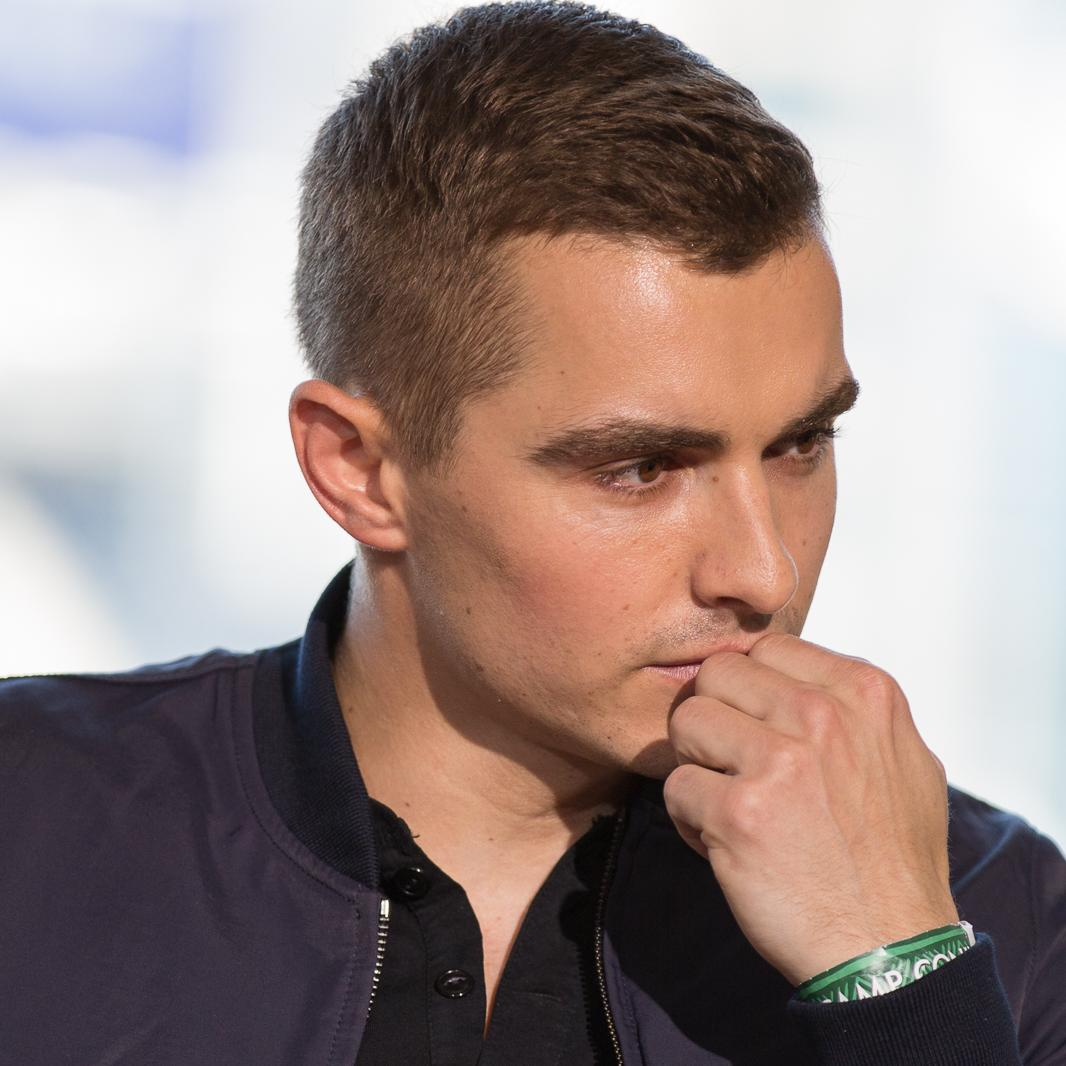
Dave Franco übernahm die Rolle von Massetto

Dave Franco übernahm die Rolle von Massetto, der sich für taubstumm ausgibt und daher in das Nonnenkloster aufgenommen wird. Alison Brie, Aubrey Plaza und Kate Micucci spielen die jungen, nicht ganz gottesfürchtigen und auch ein wenig verrückten Nonnen Alessandra, Fernanda und Genevra, die Massetto verführen. John C. Reilly übernahm die Rolle von Pater Tommasso, und Molly Shannon spielt die Mutter Oberin. Nick Offerman ist in der Rolle von Lord Bruno zu sehen. Weitere kleinere Rollen übernahmen Nick Offerman, Adam Pally, Fred Armisen, Paul Reiser und der Filmregisseur und -produzent Paul Weitz.

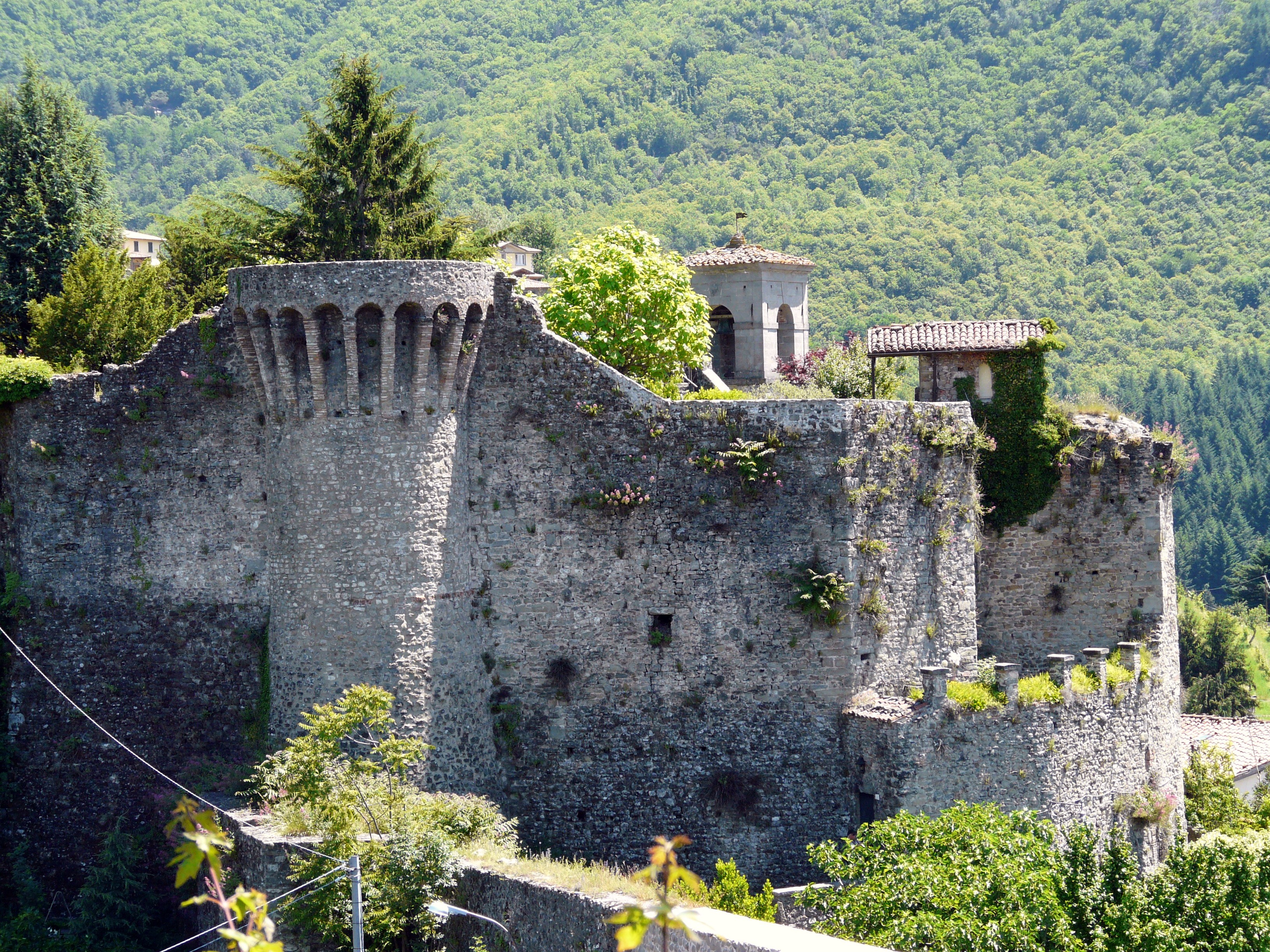
Die Dreharbeiten fanden in der italienischen Gebirgslandschaft Garfagnana in der Toskana statt, wo sich eine Vielzahl von historischen Schlössern und Burgen befinden

Baena drehte den Film mit seinem Kameramann Quyen Tran im Frühjahr 2016 in der Toskana an den Hängen und in Dörfern in der Gebirgslandschaft Garfagnana, unter anderem am Ponte Medievale. Baena sagte über die Dreharbeiten in Italien, wenn man zum ersten Mal in diesem Teil der Welt drehe, sei alles, was man in der Toskana vor die Linse bekomme, einfach wunderschön.

### Veröffentlichung
Der Film feierte am 19. Januar 2017 im Rahmen des Sundance Film Festivals seine Premiere. Im Juni 2017 wurde der Film beim Sydney Film Festival gezeigt. Ab 29. Juni 2017 wurde der Film im Rahmen des Edinburgh International Film Festivals vorgestellt. Am 30. Juni 2017 kam der Film in ausgewählte US-amerikanische Kinos. In Deutschland wird der Film im Januar 2018 erstmals im Rahmen der Fantasy Film Fest White Nights des Fantasy Filmfests gezeigt.

## Rezeption

### Kritiken
Der Film konnte bislang 78 Prozent der Kritiker bei Rotten Tomatoes überzeugen. Die durchschnittliche Wertung liegt bei 6,5/10.
John DeFore von The Hollywood Reporter sagt, die einnehmende Besetzung mache Boccaccios Werk zu einer respektlosen Sexkomödie. DeFore meint weiter, der Film könne sich, befreit von der Last, ein überzeugendes Mittelalter abbilden zu müssen, auf das Lachen konzentrieren, und Dave Franco spiele ein sympathisch verschrobenes Sexobjekt.
Peter Debruge von Variety beschreibt den Film als mittelalterliche Klosterkomödie mit Nonnen, die mit dem Vorurteil von spröden, unterdrückten Jungfern aufräumten, die den ganzen Tag betend verbringen, und stattdessen richtige Frauen mit Hormonwallungen zeige, die eine besondere Neugierde für alles haben, was verboten ist.

### Auszeichnungen
Edinburgh International Film Festival 2017
- Nominierung für den Publikumspreis (Jeff Baena)[12]